# 矢尾板貞雄
矢尾板 貞雄（やおいた さだお、1935年11月28日 - 2022年9月13日）は、日本の元プロボクサー、ボクシング解説者。
東京府東京市渋谷区出身。OBF東洋フライ級、日本フライ級王者。右ボクサータイプ。後に競馬評論家としても活躍した。現役時代は華麗なフットワークを武器に戦った。

## 来歴
1955年9月28日、後に日本王者となった野口恭相手にデビュー戦を行い、引き分けとなった。その後はキャリアを重ねて日本王座、東洋王座を奪取。
1959年1月には、世界フライ級王者パスカル・ペレスと10ラウンドのノンタイトルマッチで戦い、判定勝ちした。王者の強打をフットワークで封じたもので、ペレスは試合後に「矢尾板はマラソンランナーになればいい」と負け惜しみを言った。この勝利により、矢尾板は白井義男以来二人目の世界王者になると期待されるようになった。しかし同年11月、大阪市の扇町公園大阪プール特設リングで行われたペレスとのタイトル戦では、第2ラウンドにダウンを奪ったが、第13ラウンドにノックアウト負けし、王座奪取はならなかった。
その後は東洋タイトルを防衛しながら再挑戦のチャンスを待ったが、ノンタイトル戦でも内外の強豪と対戦した。1961年7月には1階級上（当時）のバンタム級世界王者エデル・ジョフレ（ブラジル）と敵地で対戦し、10回KO負けしたものの善戦した。
1962年には、1月に2階級も上（当時）の東洋ジュニアフェザー級王者・坂本春夫を4回でKOし、更に3月には、メキシコのジョー・メデルと対戦したが、僅差の判定で敗れた。その後もフライ級では世界1位を維持し、当時の世界王者ポーン・キングピッチへの挑戦が決まった。しかし1962年6月の東洋フライ級を防衛後、突然引退を表明してリングを下りた。
世界戦を目前にしての引退は、表向きは膝の故障のためとされたが、実際の理由は所属ジム（国光ジム、その後中村ジムに名称変更）会長の中村信一との確執であった。矢尾板はたびたび暴力や罵倒を中村から受けており、世界戦の数試合前には引退を決意して辞め時を見計らっていた。
引退後はボクシング評論家となった。フジテレビジョンの『ダイヤモンドグローブ』専属解説者やサンケイスポーツの評論家を務めた。論理的でわかりやすい解説はファンに好評であった。また競馬エイトでも競馬予想を行っていた時期もある。
2022年9月13日午後5時35分、小脳出血のため死去。86歳没。

## 戦績
- 1955年 - プロデビュー。
- 1958年1月7日 - 日本フライ級王座獲得。同年9月11日 - 東洋フライ級王座獲得。同年11月米倉健志・12月木村七郎と日本王座2連続判定防衛で返上した。
- 1959年1月16日 - ノンタイトル10回戦で、当時の世界王者、パスカル・ペレス（アルゼンチン）に判定勝ち。
- 1959年11月5日 - 世界フライ級王座に挑戦し、ペレスに13回KO負け。この試合のテレビ中継は視聴率92.3%を記録した[4]。
- 1962年6月24日 - 東洋王座5度目の防衛戦に12回判定勝ち。この試合を最後に現役引退。ポーン・キングピッチとの世界フライ級タイトル戦が決まっていた（矢尾板の代わりに挑戦したのがファイティング原田）。

## 獲得タイトル
- 第19代日本フライ級王座（1度防衛）
- 第6代OBF東洋フライ級王座（5度防衛）